# 江亚轮
江亚轮是一艘中国轮船。轮船由日本于1939年建造，原名兴亚丸。抗日战争胜利后留在中国，归属招商局所有，运营上海到宁波的海上航线。1948年12月3日因爆炸沉没，成为20世纪中国最大的海难。对于其沉没的原因，历来众说纷纭，莫衷一是。此后，该船残体打捞后经过修复，于1959年重新投入运营，1966年更名为东方红8号，1983年退役。

## 接收
江亚轮由日本东亚海运株式会社于1939年建造。抗日战争结束后由中华民国海军总司令部接收。为补偿招商局抗战期间沉船的损失，将江亚轮和江静轮等4艘轮船交由招商局运营。1946年起，江亚轮开始运营上海到宁波的海上航线（简称沪甬航线）。直至1948年12月3日失事前，共计运营800多个航次。

## 失事

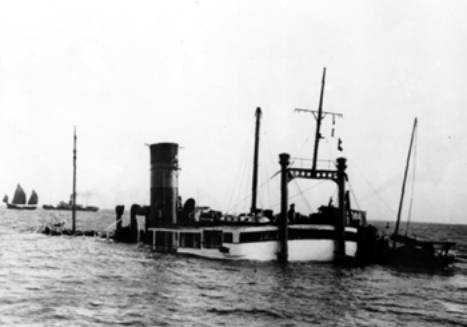
江亚轮海难

### 带病航行
1948年，江亚轮失事前，上海航政局宋金麟、童亚范两位技术员曾经认为轮船多处不合格，需要检修。但是招商局由于船票已经全部售出，不同意检修。最终决定在本次运营之后进行检修。但是正是预定检修前的这一次运营带来了惨剧。

### 超载运营
1948年12月3日，江亚轮从上海十六铺码头启航，当时登记的人数是2607人，这远远超过荷载的2250人。但是，实际搭载的人数远远高于这个人数。超载的原因是宁波有冬至祭祖的传统，加上当时中国人民解放军南下，使得旅沪宁波人纷纷回乡躲避战乱。根据当时宁波旅沪同乡会的统计，搭载人数超过4,000人，甚至达到4,600人。这些人除了正式买票的乘客和船员以外，还包括儿童和开后门上船的乘客。 此外，还有一部分乘客通过船上亲戚递出已经使用的船票而登船。

### 爆炸沉没
1948年12月3日晚上6时45分，江亚轮航行到上海吴淞口外横沙西南白龙港海面，北纬31°15′、东经121°47′（见31°15′N 121°47′E / 31.250°N 121.783°E）时，右舷后部电报房位置发生爆炸，电报房坍塌，对外联络中断。汽笛和电力系统也因爆炸损坏，只发出了一声求救信号，此后再也不能发出声音，全船停电。在爆炸的同时，船体下沉，统舱中的乘客纷纷向甲板拥挤，踩踏无数。登上甲板的人纷纷跳入海中，不少被淹死或者冻死。爆炸后十几分钟，轮船沉没，只有烟囱、桅杆和悬挂的救生艇露出水面。

### 救援

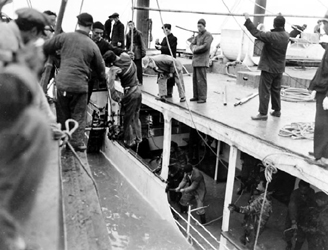
江亚轮救捞现场

海难发生45分钟后的晚上19:30左右，附近渔船华孚1号、华孚2号参加救援并救起20人，同时代电报损坏的江亚轮发送了SOS求救信号。
21:30左右，从上海出发路过此地的“金源利”号。尽管吨位仅为江亚轮十分之一，船主张翰庭仍全力营救。首先，张翰庭命令船员将绳索放到江面上，让漂浮在海面上的待救者从绳索上船，随后将船头靠近沉船，让甲板上的待救者上船。最终，共救出543人并带回上海，超过其他救援船只的总和。
海难发生三小时后，茂利轮和江静轮以及几只风帆船也参与了救援工作。最后，整艘江亚轮仅900多人获救。招商局派出潜水员前往失事海域，打捞到尸体1,000多具，罹难人数估计超过3,000人，其中主要为宁波人。这一海难也成为当时中国最大的海难。

## 善后
江亚轮失事震惊了上海和宁波两地。上海《申报》连续多日报道此事。 甬上阿育王寺等佛寺为亡灵举行超度。美联社和美国《时代周刊》也曾经报道江亚轮的失事。
对于赔偿问题，宁波旅沪同乡会和招商局发生了争执。宁波旅沪同乡会认为，轮船超载这一点应当由招商局负责。但是，招商局坚持必须在查清事实的前提下方能赔偿。宁波同乡方面还爆发了请愿活动，但是被当局遣散，而赔偿一事最终悬而未决。

## 事故原因
关于江亚轮爆炸的原因存在各种说法，包括锅炉爆炸，触礁，定时炸弹，夹运爆炸物，遭受鱼雷袭击，误触水雷等等，但都未能被证实。更有说法称國軍轰炸机携带的炸弹脱钩碰巧击沉了江亚轮，也有人说是共产党特工安放了炸弹以引起国统區的恐慌，但皆无证据。
锅炉爆炸说是江亚轮爆炸最早的解释，由宁波旅沪同乡会善后法律组提出。根据种种迹象（船内发现尸体有炸烂痕迹，船体破口外捲）等等，加上幸存者证明管理锅炉人员“每于轮出吴淞口后，即擅离职守，聚众赌博”。但是，招商局方面否认这一理由的证据也十分充分，因为锅炉连接的装置全部完整，最关键的烟囱仍然呈树立状。
误触水雷说是目前认同较广的一种解释。持这种看法的人认为，抗战后期，日軍在中国东南沿海投放了大量的水雷。不過戰後中國政府已在主要航道上掃除水雷，加上江亞輪已多次在事發航道上航行，應很少有机会遇到水雷。但是，江亚轮事实上已经偏航1海里以上，正经过未扫雷的区域（相同区域曾经沉没过5条船），因而触雷可能大大增加。1956年打捞时发现船体所有破口均向内翻，这也从另一方面佐证了这一看法。但是，这一解释仍然存有疑问。江亚轮经过失事海域时，有两艘小船一直在前方不肯让道。如果是漂雷，小船应该提前发现。此外，1956年打捞时发现的破口形状可能是由于打捞造成的，况且当时各方，包括利益无关的美国和日本潜水员均报告破口外捲，因此是否由水雷造成仍然存有疑问。
军火爆炸说是另一种流传较广的解释。当时航运界同业中流传说，江亚轮出事前三天曾经为军方运送士兵和军火，导致部分军火遗留引发爆炸。但是，幸存的江亚轮司炉王阿南却说，江亚轮一直在沪甬航线上，没有被征用过。类似的说法称是定时炸弹造成轮船爆炸。但是，当时根本没有威力如此巨大的定时炸弹。
炸弹脱钩说是近年来讨论较多的一种解释。这种解释来源于招商局经理徐学禹，后由其继任者胡时渊发表在上海《航海》杂志1981年第三期上。这种解释认为，國軍空军在从上海起飞前往海州（今连云港市海州区）执行任务后，剩余的弹药因机械问题而脱钩，恰好落在江亚轮上。还有一种解释为飞行员为了防止带弹着陆而有意弃弹，不幸击中江亚轮。但是，这种解释被认为疑点很多。掉弹一说首先被认为是发生概率太低，而弃弹一说难以解释如此复杂的弹道是如何形成的。再加上數百名生還者中，沒有一個表示在江亞輪爆炸前見到飛機的蹤影或聽到飛機發出的巨大聲響。
2005年，曾经在上海服役，亲历江亚轮爆炸的黄青提供了一条信息，指出江亚轮的沉没是由于轮船曾经被作为运输银元前往台湾的后备船。但是看守人员监守自盗。为了毁灭证据从而有意炸沉了江亚轮。 但是，使用定时炸弹的可能，前面也已经排除。
目前占主流的意见认为，误触水雷或者炸弹脱钩可能是主要原因，但真正导致轮船沉没的原因至今尚未查明。

## 后续事件

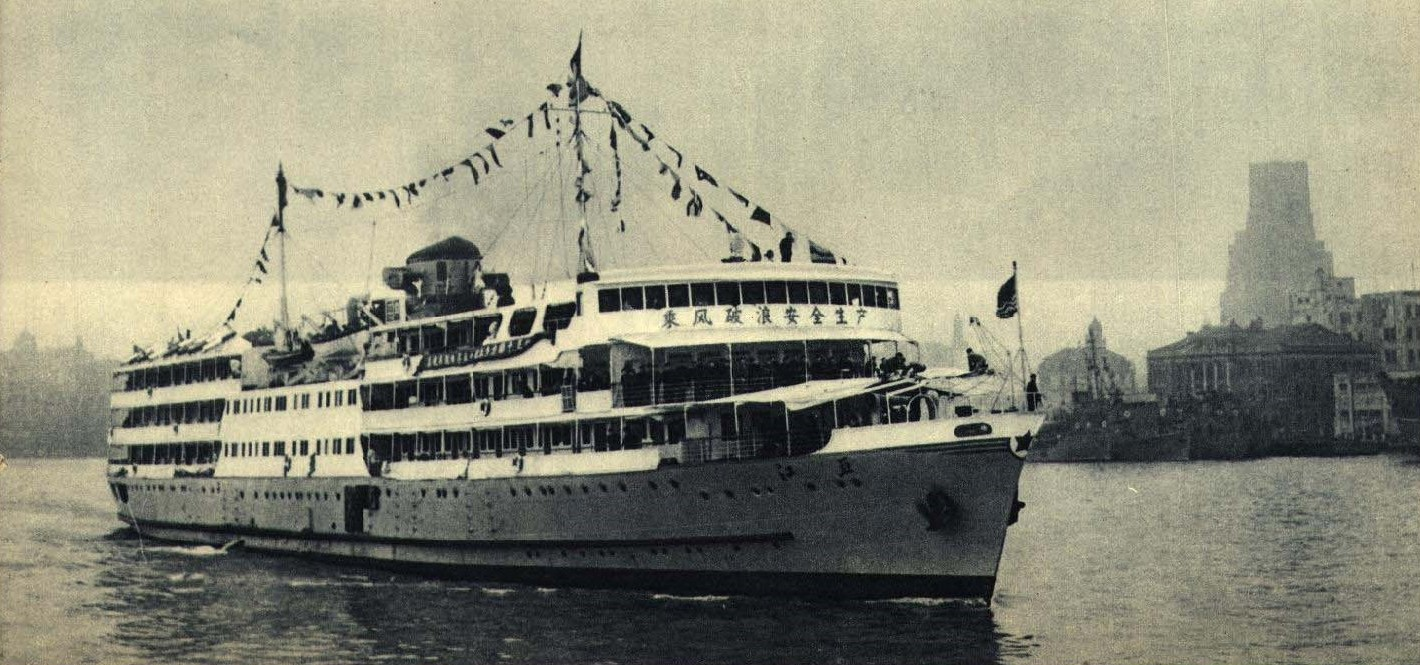
1962年時已經修理完好的江亞輪

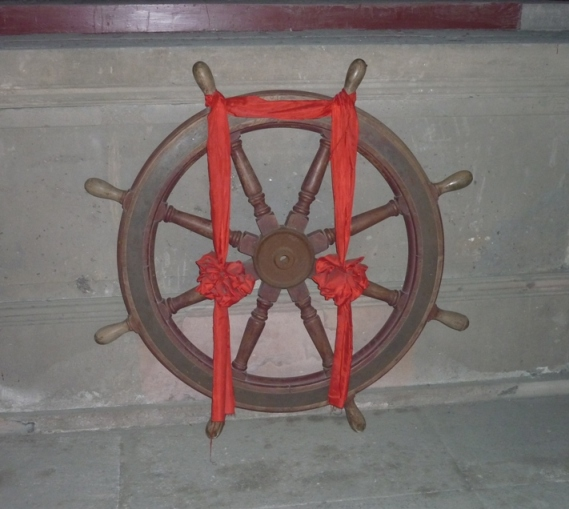
江亚轮木舵，现藏于庆安会馆

1956年，上海市人民政府为疏浚航道，将江亚轮残骸打捞上岸。1957年3月19日为随船体打捞上岸的遇难者遗体举行葬礼。
1959年2月4日，经过上海江南造船厂修复，江亚轮重新得以航行，当天遇难者亲属代表和上海各界代表400余人参加启航仪式，纪念当年的遇难者。此后，江亚轮归属中国长江航运集团，改为运营上海到武汉的航线，并于1966年11月更名为“东方红8号”。1983年轮船退役，停泊在武汉月亮湾码头。2000年6月，轮船在温州拆卸时发生火灾烧毁。目前仅存一只木舵，保存于宁波浙东海事民俗博物馆。
海难发生后，积极参与救援的“金源利”号船获得上海各界捐款捐物以弥补救人带来的损失，但是，张翰庭婉拒所收财物，全部捐赠慈善机构。1948年12月30日，“金源利”号船主张翰庭被上海市市长吴国桢授予“上海荣誉市民”称号，此乃上海建市以来唯一获此殊荣之人。“金源利”号获全口岸航行的特权。
1949年5月，张翰庭被中国人民解放军南下主力以杀害共产党员的罪名逮捕，虽经多方营救，但仍然被处以极刑，至今尚未平反。
1998年12月3日，经过《宁波晚报》牵线搭桥，江亚轮幸存者开始一年一度的聚会，纪念当年的海难。这种聚会至2009年仍在持续。2003年12月3日，获救者与张翰庭之子张克劬相会，引起中国众多媒体关注。
经过宁波旅沪同乡会操办，招商局打捞的部分江亚轮失事死难者遗体被埋葬在上海霍必兰路（今古北路）永安公墓，1956年打捞的遗体也埋葬于此。但这一公墓毁于文化大革命。